# Plymvisseland
Plymvisseland (Dendrocygna eytoni) är en andfågel som förekommer i Australien.

## Utseende och läte
Plymvisselanden är en långhalsad and med en kroppslängd på 42–60 cm. Ovansidan är brun, undersidan ljusare och övergumpen är vit. Bröstet är kastanjebrunt med tunna svarta band. Från flankerna syns långa, svartramade plymer som gett arten dess namn.  Den är skär på näbb och ben, och ögat är gult. The species has a characteristic lowered neck and short, dark, rounded wings while flying.

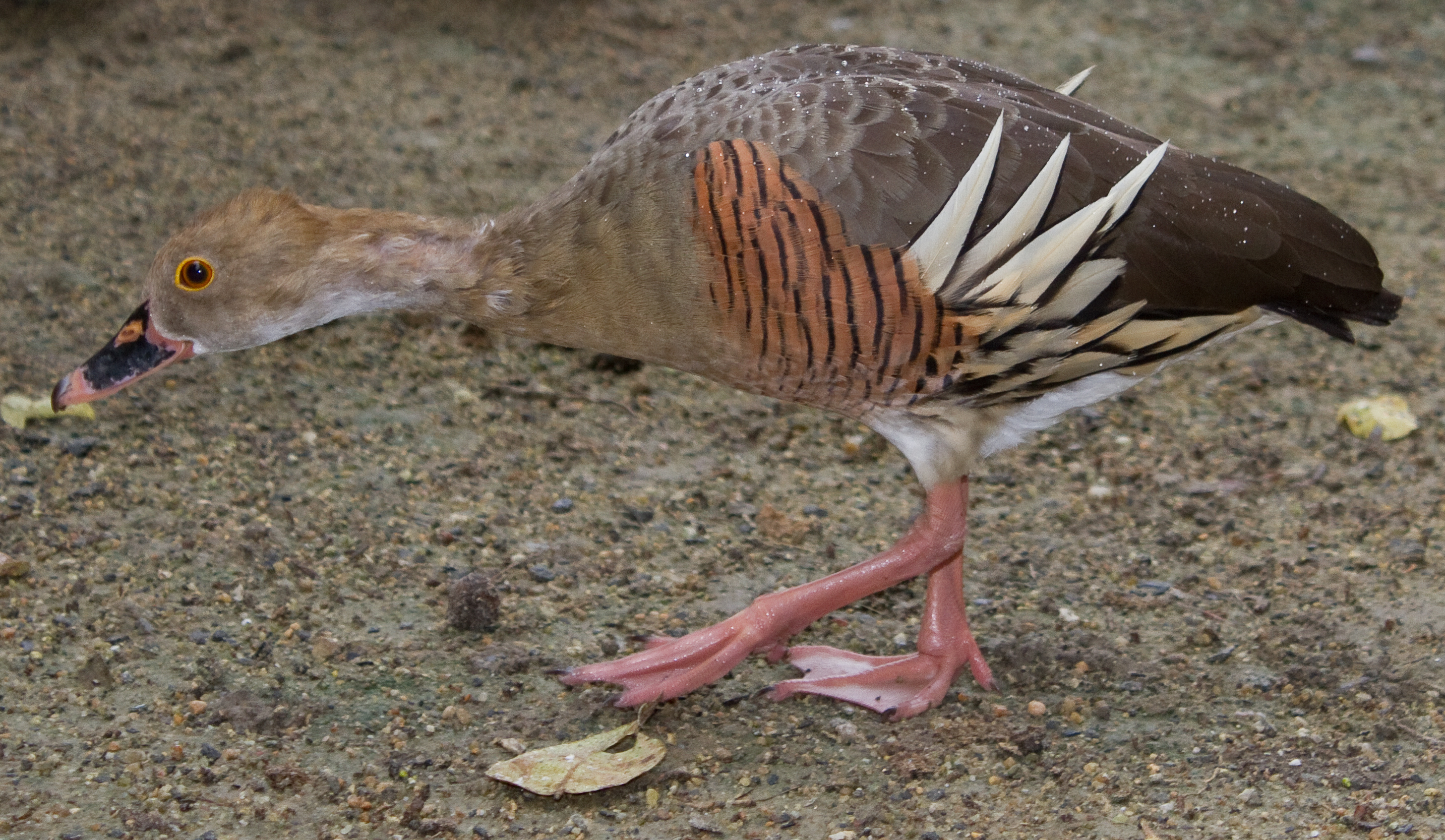
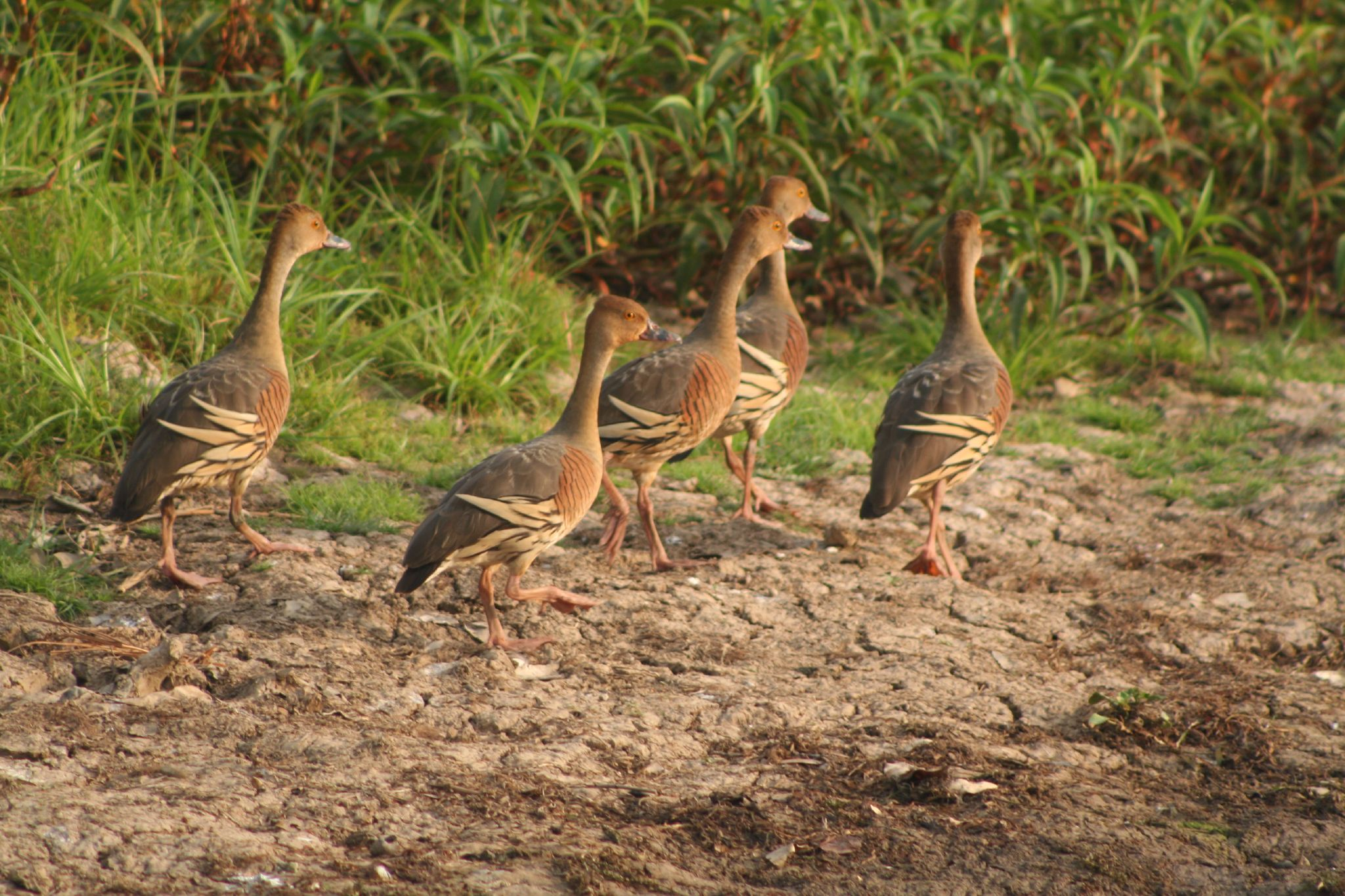
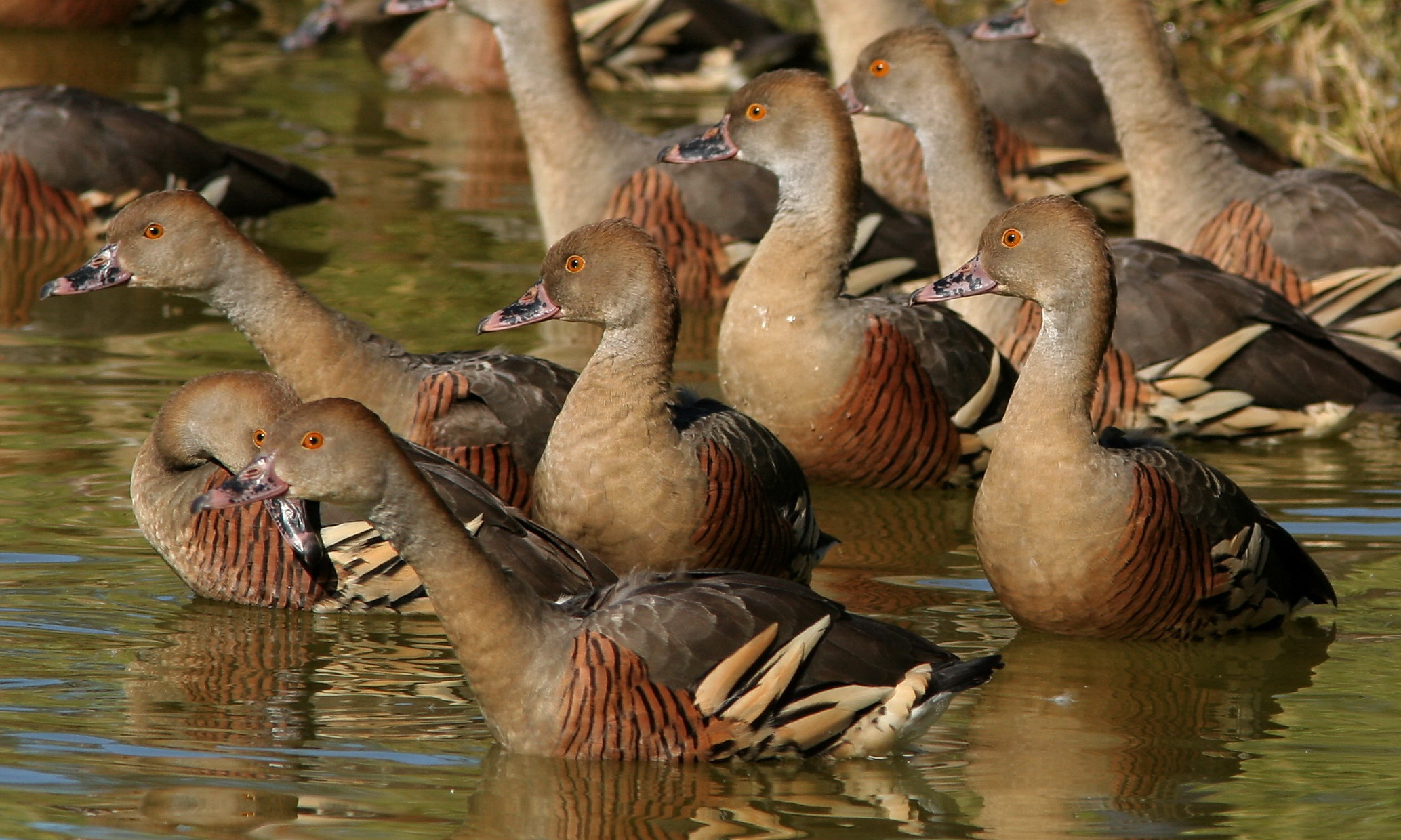

Fågelns läte är som namnet avslöjar en karakteristisk vissling.

## Utbredning
Fågeln förekommer i låglänta områden i norra och östra Australien, from Kimberley tvärs över Top End och Kap Yorkhalvön och söderut till södra Queensland och norra New South Wales på ostkusten, även om den kan nå inåt landet till nordvästra Victoria i närheten av Murray River.

## Levnadssätt
Plymvisselanden hittas i högvuxen gräsmark och savann, ofta nära vattensamlingar. Olikt många andra andfåglar lever den av att beta gräs på land.

### Häckning
Plymvisselanden häckar under regnperioden, generellt från januari till mars, men även in i april och i vissa fall maj. Den lägger endast en kull med tio till tolv ovala ägg i boet som placeras i högt gräs eller annan skyddande vegetation.

## Status och hot
Arten har ett stort utbredningsområde och en stor population med stabil utveckling. Utifrån dessa kriterier kategoriserar IUCN arten som livskraftig (LC).

## Namn
Fågelns vetenskapliga artnamn hedrar Thomas Campbell Eyton (1809-1880), engelsk naturforskare och samlare.